# マフマドベク・マフマドベコフ
マフマドベク・マフマドベコフ（Makhmadbek Makhmadbekov　1999年10月1日- ）はUAEの柔道選手。ロシア出身。階級は73kg級。

## 経歴
2019年のヨーロッパジュニア73㎏級では3位になると、世界ジュニアでは2位となった。2020年のU23ヨーロッパ選手権では2位だった。2021年のグランドスラム・カザンでIJFワールド柔道ツアー初優勝を飾ると、グランドスラム・バクーでも優勝した。2022年のグランドスラム・ウランバートルではIJF名義で出場すると、決勝で東京オリンピック銅メダリストである地元モンゴルのツェンドオチル・ツォグトバータルを技ありで破って優勝した。2023年のグランプリ・ドゥシャンベとグランドスラム・アスタナには中立選手(AIN)の立場で出場して優勝した。2024年6月にIOCは、ロシアによるウクライナへの軍事侵攻を積極的に支持する選手や軍関係者を除外するIOCの審査基準に該当しなかったとして、マフマドベコフのパリオリンピック出場を容認したが、ロシア柔道連盟はIJFの出場基準を満たしていた17名のうち13名もIOCに拒否されたことが屈辱的だとして、パリオリンピックのボイコットを表明した。その後UAEに国籍を変更すると、グランドスラム・アブダビで優勝した。2025年の世界選手権では3位になった。
IJF世界ランキングは2730ポイント獲得で20位(25/6/2現在)。

## 主な戦績
- 2017年 - ジュニア交流大会　3位
- 2019年 - ヨーロッパジュニア　3位
- 2019年 - 世界ジュニア　2位
- 2019年 - アジアオープン・香港　優勝
- 2020年 - U23ヨーロッパ選手権　2位
- 2021年 - グランドスラム・カザン　優勝
- 2021年 - グランプリ・ザグレブ　3位
- 2021年 - グランドスラム・バクー　優勝
- 2022年 -　グランドスラム・ウランバートル 優勝
- 2023年 -　グランプリ・ドゥシャンベ　優勝
- 2023年 -　グランドスラム・アスタナ　優勝
- 2023年 -　グランドスラム・バクー　3位
- 2023年 - グランドスラム・アブダビ　3位
- 2024年 -　グランプリ・オディベーラス　3位
- 2024年 - グランドスラム・アスタナ　3位
- 2024年 - グランドスラム・アブダビ　優勝
- 2025年 - アジア選手権　2位
- 2025年 - 世界選手権　3位

(出典、)